# عبد النور بيدار

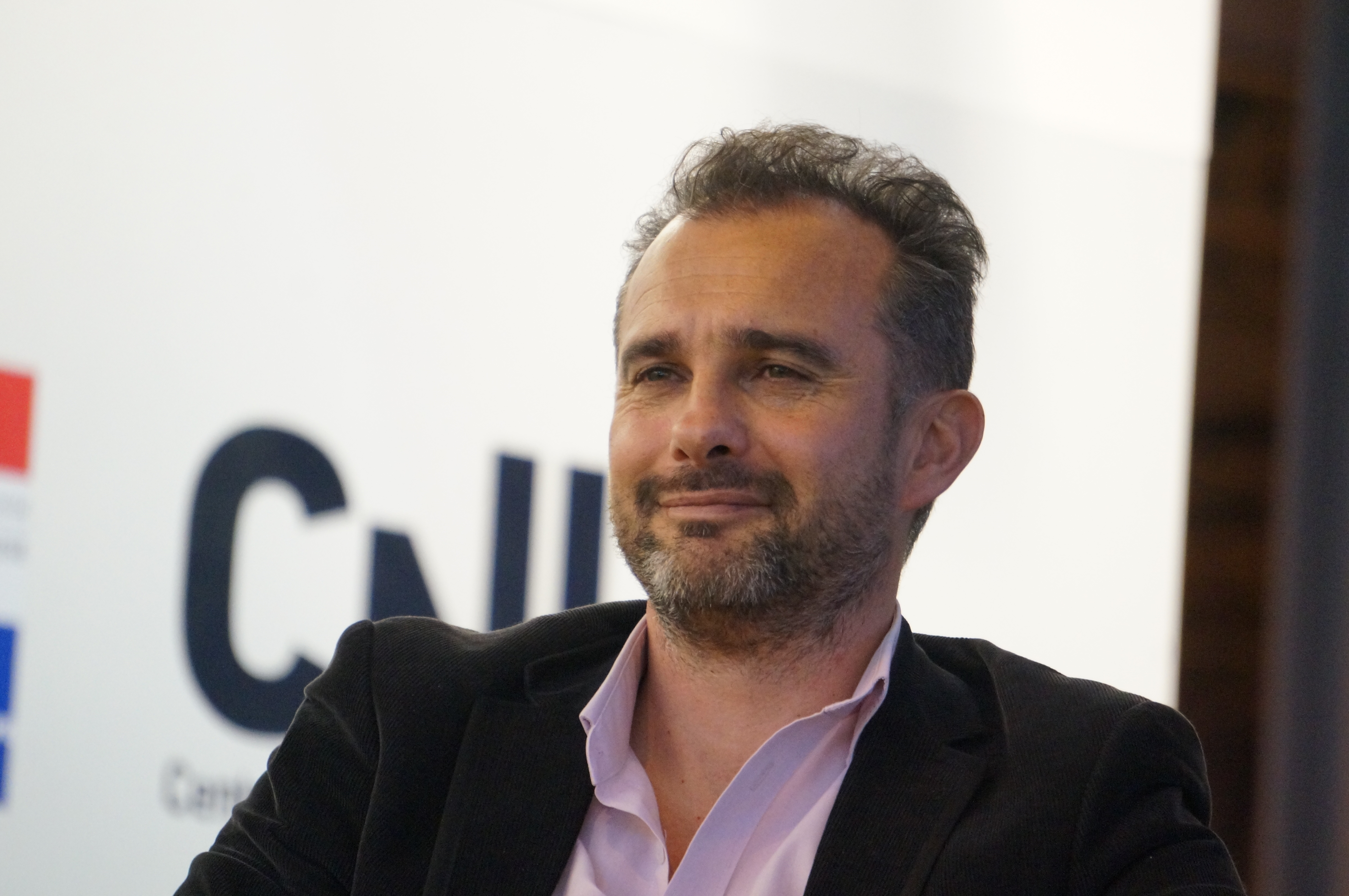

عبد النور بيدار (بالفرنسية: Abdennour Bidar) (13 يناير 1971، كليرمون فيران) هو فيلسوف وكاتب فرنسي متخصّص بنقاش الإسلام والدين. ألّف العديد من الكتب والعديد من المقالات، اشتهر بعد الهجوم على صحيفة شارلي إبدو عندما كتب مقاله بعنوان «رسالة مفتوحة للعالم المسلم».
يعمل في وزارة التربية الفرنسية. في 2015، بسبب وفاة، كلّف خلفاً لـ عبد الوهاب المدب (بسبب وفاته) لتقديم برنامج «ثقافات الإسلام» على إذاعة فرنسا ثقافة.